# 土地退化

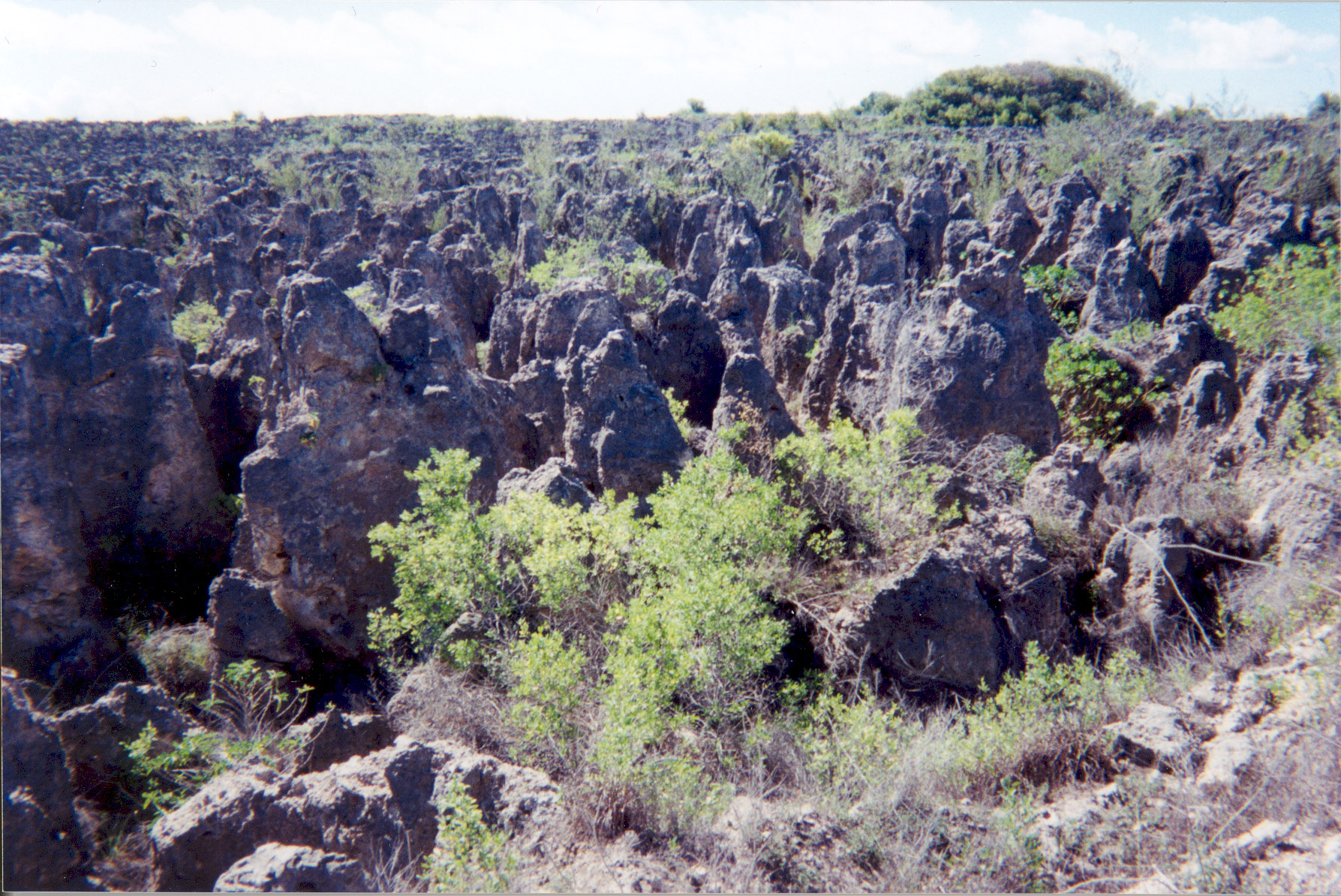
位於南太平洋密克羅尼西亞群島的島國諾魯，其豐富的磷礦經挖掘殆盡後，發生嚴重土地退化，所形成的喀斯特地貌。

土地退化（英語：Land degradation）是種過程，其間各種人類對土地的作為，而影響到生態環境的價值。對土地的任何改變或是干擾均被視為有害或不受歡迎。雖說自然災害並非由人類直接產生；但人類的活動可間接導致洪水和叢林火災（野火）等現象的發生。
專家預測顯示土地退化將成為21世紀的一個重要問題，會影響到農業生產力、生物多樣性（喪失）、環境（變化）及糧食安全（堪虞）。據估計，世界上已有多達4%的農業用地發生嚴重退化的情事。
根據隸屬於聯合國的政府間氣候變化專門委員會（IPCC），其發佈的IPCC氣候變化與土地特別報告：“地球上有大約4分之1的無冰土地受到人類導致的退化（中等信度）。據估計，目前農田的土壤侵蝕率比土壤形成率高11到20倍（與免耕農業比較）到100多倍（與常規耕作比較）（中等信度）。
聯合國估計全球約有30%的土地已發生退化，約有32億人居住在這些退化中的地區。每年約有1,200萬公頃具有生產力的土地（大致相當於希臘的國土面積）發生退化。發生的原因是由於人們超額使用土地，而未給予保護。聯合國可持續發展目標15的目標是到2030年把已退化的土地和土壤恢復，並實現一個無土地退化的世界。

## 後果
有四個主要的面向來看待土地退化及其對周圍環境的影響：
1. 土地生產能力（英语：productive capacity）的暫時或永久退化。由生物質的損失、實際生產力或潛在生產力的損失，或者植被覆蓋和土壤養分的損失或變化中看出。
2. 土地為人類生計提供資源的能力。這可把過去土地利用作為基線來衡量。
3. 生物多樣性喪失：隨著環境品質下降，某些物種或生態系統複雜性的喪失。
4. 不斷演變中的生態風險：環境或人類面臨破壞或危機的脆弱性增加。這可利用以往的危機或破壞風險作為基線來衡量。

為土地退化下定義的一個問題是，某些人將其視為退化，而其他人可能將其視為一種利益或是機會。例如，在降雨量大且坡度陡峭的地方種植農作物會引起對土壤侵蝕（就科學和環境觀點）的擔憂，但農民可能認為這種地點是提高作物產量的有利地點。

## 不同類型的退化

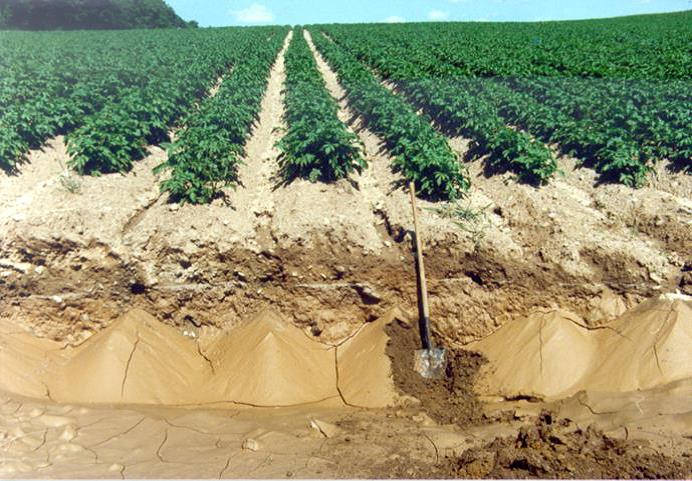
馬鈴薯田地每經翻土一次即發生土壤侵蝕，而流失一次。

除幾個世紀以來常見的土地退化類型（水、風和機械侵蝕作用，即物理、化學和生物降解），在過去50年中又新出現4種類型：
- 由於工業化農業、工業、採礦或商業活動造成的污染，通常是化學污染、
- 因都市化、道路建設、土地開發（英语：land development）、農業擴張（英语：Agricultural expansion）等原因造成的耕地喪失、
- 感生放射性，有時是因意外而發生、
- 因戰爭而導致土地使用受到限制。

總體而言，可受評估的土地退化類型超過36種，均由人類活動而引起或是加劇，例如土壤侵蝕、土地污染、土壤酸化、土地基質侵蝕、淤積、乾旱化、土壤鹽化和城市化等。

## 成因

全球森林面積損失速度自2001年起幾乎翻了一倍，每年減少的面積等同一個義大利國土面積。

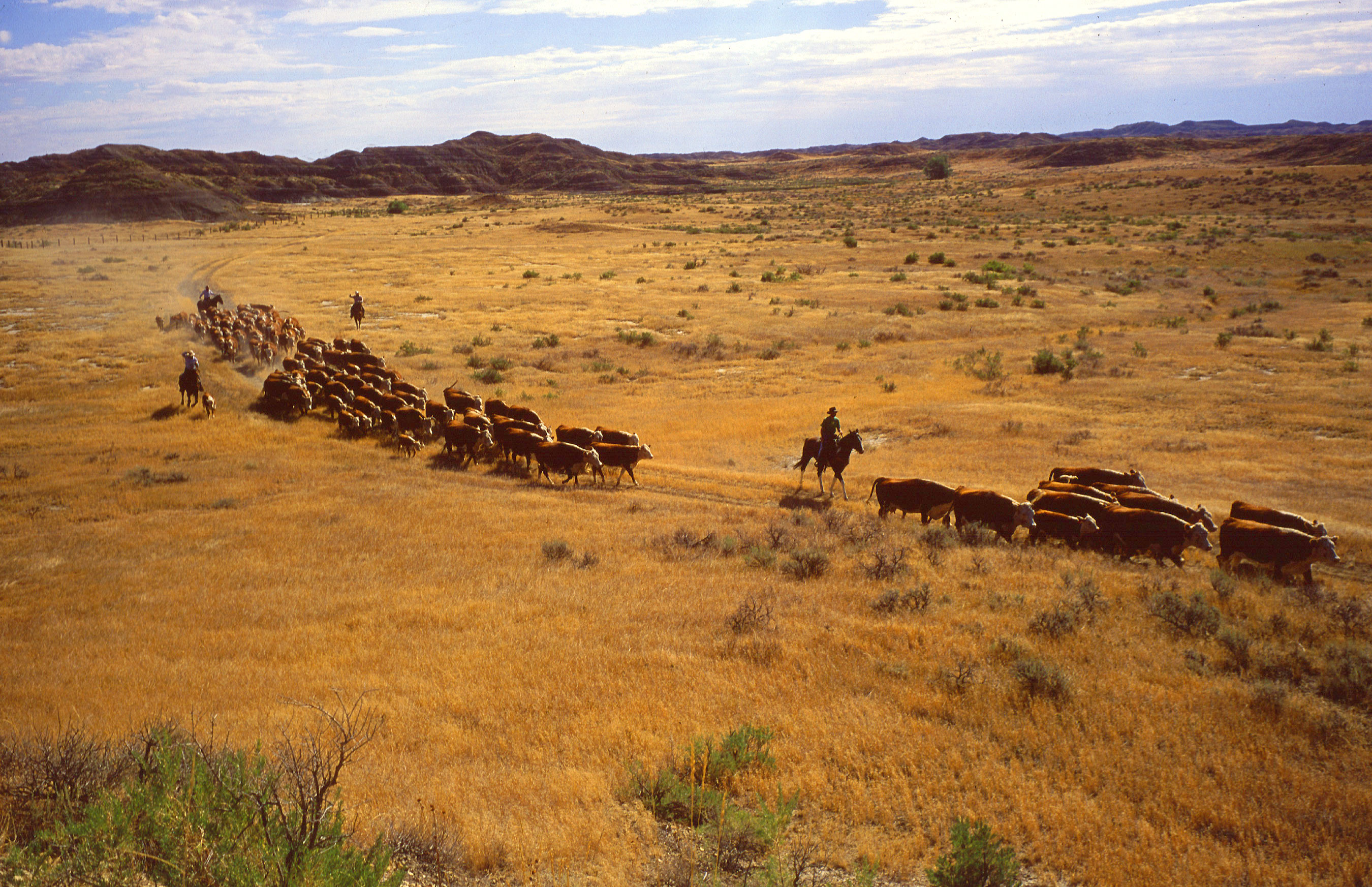
過度放牧也會導致土地退化。

土地退化是個全球性問題，主要與農業活動、森林砍伐和全球暖化有關聯。成因有：
- 清理土地，例如皆伐和森林砍伐
- 使用不當耕作方式，導致農地養分枯竭
- 畜牧業中的過度放牧和超額抽水
- 不當灌溉[13]和超額抽水
- 都市蔓延和商業拓展
- 車輛越野活動
- 開採石材、沙、礦石和礦物活動
- 為達規模經濟而擴大田地面積，把樹籬和小灌木叢移除，縮小野生動物的庇護所
- 重型設備收割後，土壤遭到裸露
- 採單一耕作法，把當地生態系統擾亂
- 傾倒無法生物降解的垃圾（例如塑膠）
- 入侵物種
- 氣候變化
- 土壤碳（英语：soil carbon）喪失

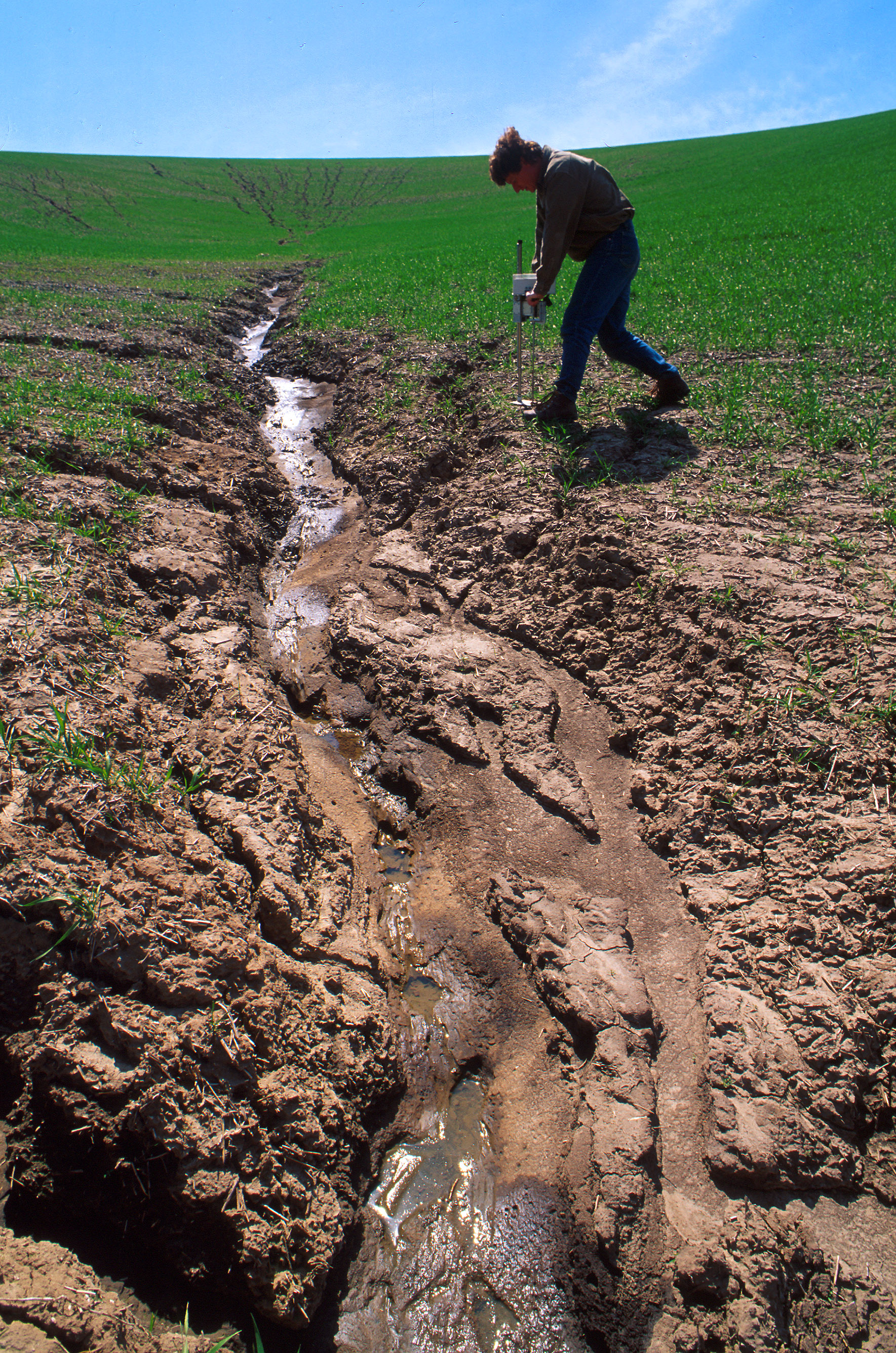
位於美國華盛頓州的普爾曼，發生在小麥田的土壤侵蝕及流失。

當人們以超過自然界再生能力的速度砍伐森林、林地和灌木叢以獲取木材、薪材和其他產品時，就會產生過度砍伐的現象（參見過度伐木）。這情況在十分缺乏薪材的半乾旱地區很常見。
過度放牧指的是以超過天然牧場承載強度來畜養牲畜；土地退化、畜牧業溫室氣體排放和生態系統中生物量的減少會直接導致氣候變化。
人口壓力會經由其他機制發生作用。例如，導致不當農業方式的原因包含有：因良田飽和，導致農民開發太淺或太陡的土壤、在休耕地恢復肥力之前就開始耕作，或企圖在不適的土壤灌溉，以增加收成的次數。
土地退化是許多非洲和亞洲國家境內人口流離失所的重要因素。
嚴重的土地退化影響到地球上很大部分的可耕地，降低許多國家的財富和經濟發展。因土地的生產力下降，糧食安全遭破壞，而引發諸如生物物理、社會經濟和政治上的問題。

### 氣候變化與土地退化
根據IPCC關於氣候變化與土地的特別報告，氣候變化是導致土地退化的原因之一。報告指出：“氣候變化加劇土地退化，特別是在地勢低窪的沿海地區、河流三角洲、旱地和永久凍土帶地區（高置信度）。在1961年至2013年期間，旱地發生旱災的年均面積有所增加，平均每年增加略高於1%，各年間變化很大。在1980年代至2000年代經歷過沙漠化的地區，約有5億（3.8-6.2億）人在2015年居住於此。受影響人數最多的地區是南亞和東亞、包括北非在內的環撒哈拉沙漠地區以及包括阿拉伯半島在內的中東地區（低置信度）。其他旱地地區也經歷沙漠化。在已經退化或沙漠化地區生活的人們越來越受到氣候變化的負面影響（高置信度）。此外，據稱全球有74%的窮人直接受到土地退化的影響。
根據2007年的IPCC報告，確定海水倒灌也是導致土地嚴重退化的潛在原因，特別是在河流三角洲和低窪島嶼。由於氣候變化導致海平面上升，海水可達到陸地上非常低窪地區，導致當地無法進行農業活動。
研究氣候變化和土地退化的一種方法是通過土地變化科學，此科學的功能之一是追踪特定地區受氣候影響而發生的長期土地退化。經了解土地退化與氣候變化之間的聯繫，科學家可提供信息去制定減少危害的政策。
歐洲投資銀行於2009年同意投資4,500萬美元於土地退化零增長基金（Land Degradation Neutrality Fund (LDN Fund)）。LDN Fund於2017年在UNCCD COP 13 （聯合國對抗沙漠化會議（The United Nations Convention to Combat Desertification），第13次會期）時啟動，投資於預計可為投資者帶來環境效益、社會經濟效益和財務回報的項目。此基金最初的資本金為1億美元，預計將提高至3億美元。
在2022年發表的IPCC第六次評估報告中顯示，所有類型的土地侵蝕和其中土壤有機質下降的加速，顯示土地退化更受到氣候變化的直接影響。其他土地退化壓力也是源於人類活動，例如受管理的生態系統（包括人類經營的作物農場和放牧場。
土石流也因暴雨等密集發生而發生。

## 敏感性和韌性
敏感性和韌性是衡量景觀退化脆弱性的指標。這兩個因素的結合可用以解釋脆弱性的程度。敏感性是土地因自然力、人為干預，或是兩者結合而發生變化的程度。韌性是景觀承受變化的能力，有此能力後，構成社區的個體和物種的相對重要性與數量之間就不會發生重大改變。這能力也指當區域經歷某種變化後恢復其原始狀態的能力。不同土地利用的管理方法，可增加或減少景觀的恢復力。退化的土地變得比未退化的土地具有較差的恢復力，如另再發生對景觀的衝擊，會導致進一步退化。

## 進一步閱讀
- . United States Department of Agriculture – Natural Resources Conservation Service.   [2006-06-20]. （原始内容存档于2006-09-22）. This article incorporates text in the public domain produced by the USDA Natural Resources Conservation Service （页面存档备份，存于）
- Eswaran, H.; R. Lal; P.F. Reich. . . New Delhi: Oxford Press. 2001  [2006-06-20]. （原始内容存档于2012-01-20）.
- D.L. Johnson and L.A. Lewis  Land Degradation: Creation and Destruction, 2nd edition, Rowman and Littlefield, Lanham, Boulder, New York, Toronto, Oxford, 2007.

## 外部連結
- The Economics of Land Degradation Initiative – Homepage （页面存档备份，存于）